# 第一次錫安主義代表大會

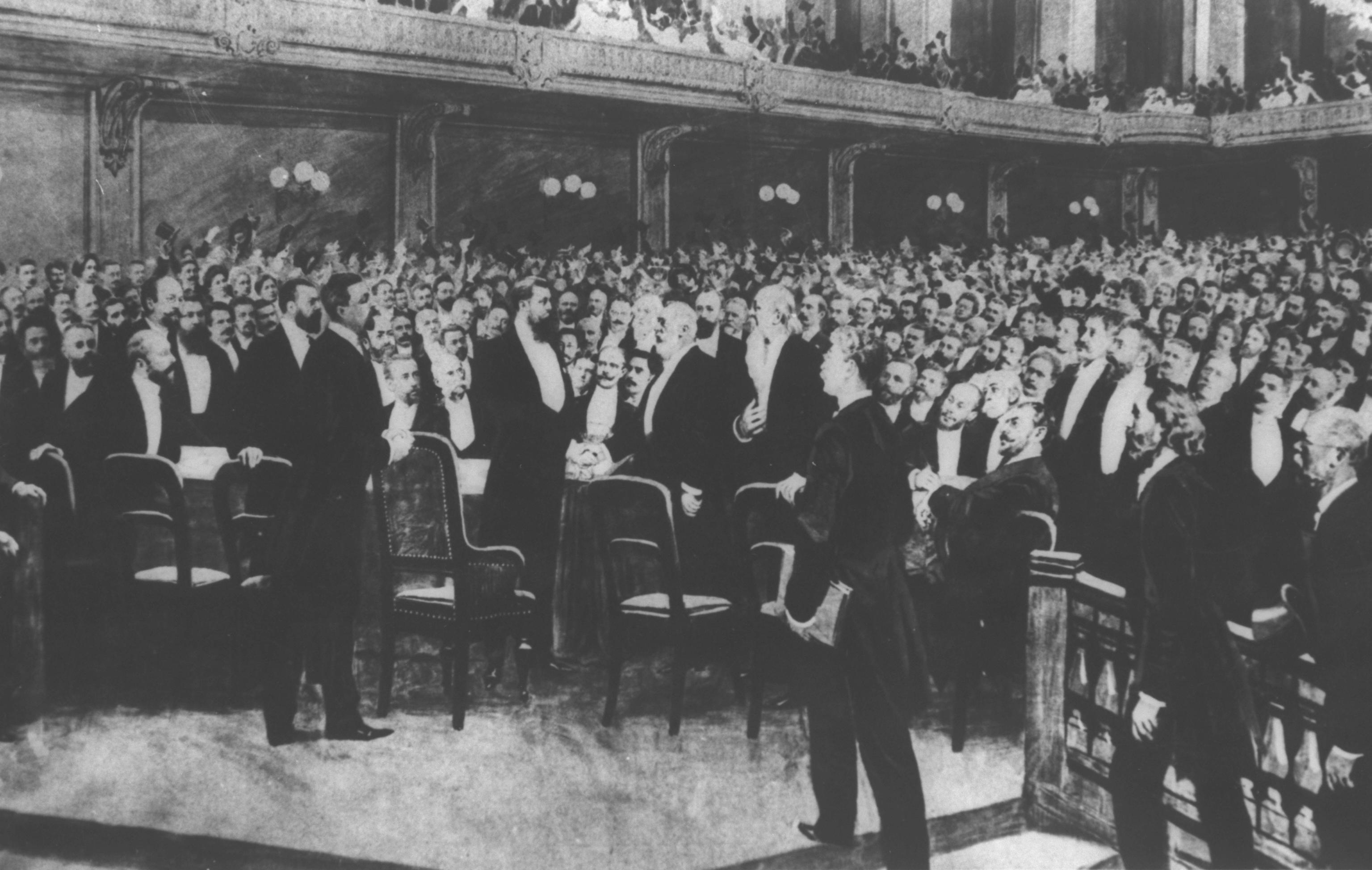
在瑞士巴塞尔举行的第一次錫安主义代表大会（1897 年）。

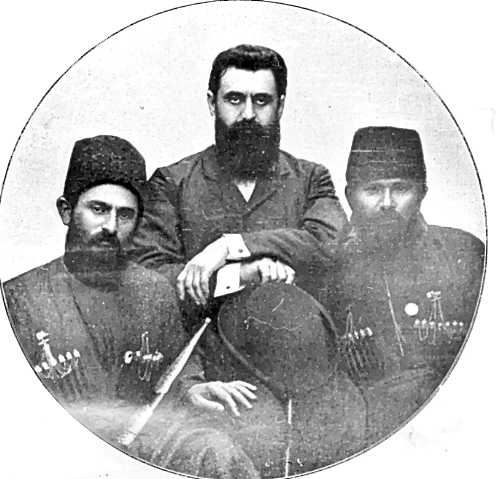
高加索犹太人的代表与西奥多·赫茨尔在第一次錫安錫安主义代表大会上合照

第一次錫安主义代表大会（希伯來語： הקונגרס הציוני הראשון）是1897年8月29日至8月31日在巴塞尔举行的錫安主义组织（1960年更名为世界錫安主义组织（WZO））成立大会，有208名代表和26名记者出席。 大會由现代錫安主义运动的创始人西奥多·赫茨尔召集和主持。大会建立了一个錫安主義平台，被命名为巴塞爾計劃。大会亦議決采用《希望》作为錫安主义组织的會歌（《希望》早已是锡安之爱的會歌，后来亦成为以色列的国歌）。
會後，國体对会议进行了报道，令外界留下深刻的印象。錫安主义的傳播激发起反犹主义者出版《錫安長老會紀要》作為抗衡，一本實際以煽動和欺騙為目的的虛構文學著作。  

## 历史

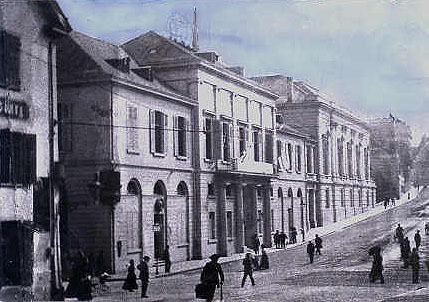
大会的举办地點——巴塞尔城市音乐厅

第一次錫安主义代表大会由西奥多·赫茨尔召開，作为少数犹太人的象征性议会，共同实現錫安主义的目标。虽然大多数犹太人对錫安主义的漠視或反对一直持续到納粹大屠殺的被揭發之后， 有一群倡議者指出这种早期反对派的几个方向和論調。 「随着錫安主义运动的蓬勃发展，激起了犹太大众的热情，而对錫安主义的尖锐批评亦开始出现，声称人們不能指望錫安主义能解决犹太人问题，錫安主义只会损害犹太工人的地位并破坏犹太人作为一個独立阶级的自我认可。」  由于猶太教正統派和改革派的社群領袖的强烈反对，赫茨尔將原计划在德国慕尼黑举行的錫安主义代表大会改到巴塞尔舉行。  第一次錫安錫安主义代表大会順利于 1897 年 8 月 29 日在巴塞尔城市音乐厅举行，議程以德语进行。 

## 大会代表

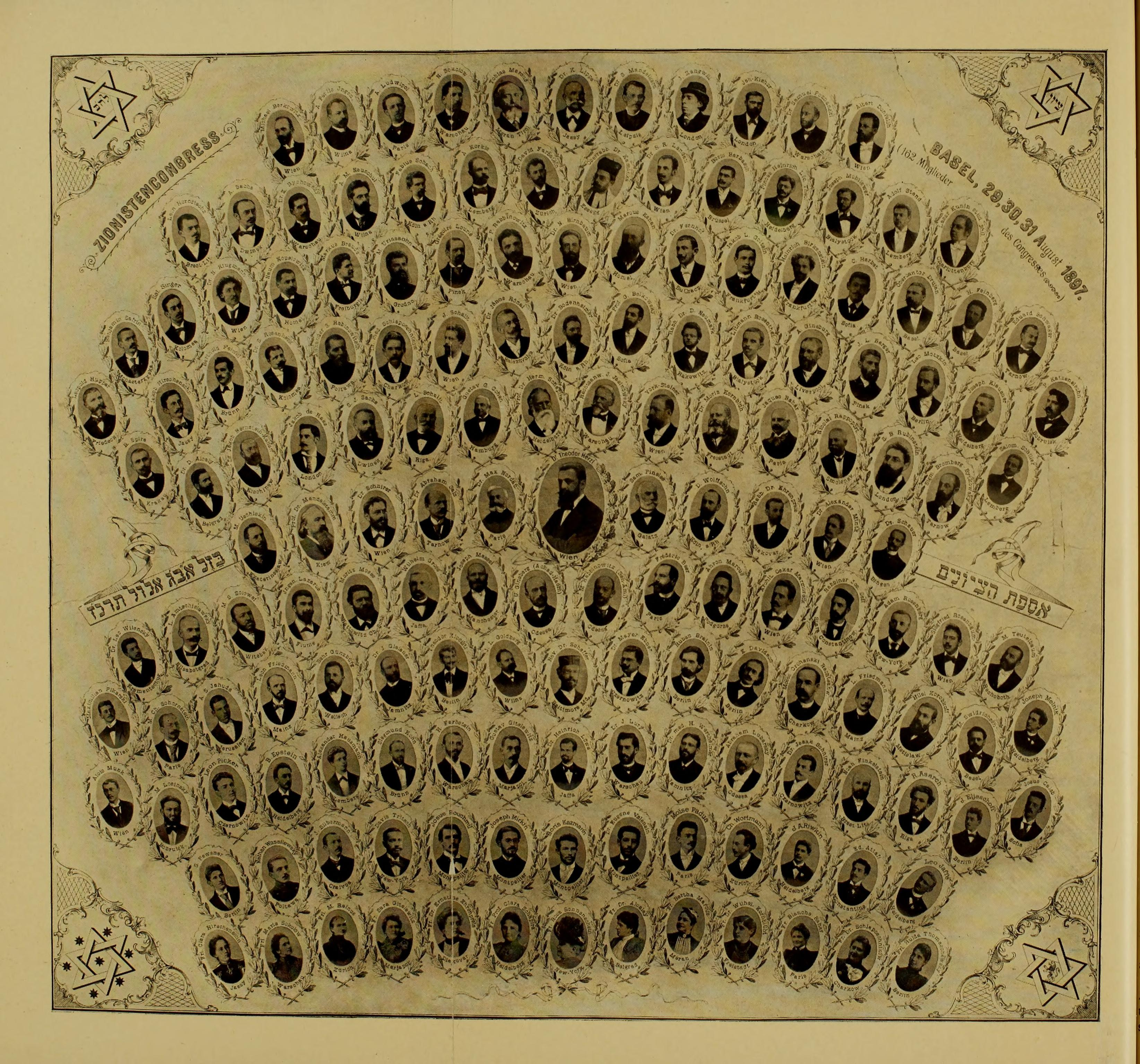
第一次錫安主义代表大会代表

大会主席由西奥多·赫茨尔担任，来自17个国家的约200名与会者出席了会议，其中69名是来自各个錫安主义团体的代表，其余为个人受邀者。 有 17 名妇女参加了大会，但她们没有投票权；次年，妇女在第二次錫安主义代表大会上获得了正式会员权利。 
大会超过一半的代表来自东欧，近四分之一来自俄罗斯。  
西奥多·赫茨尔正式當選成為錫安主义组织的主席，馬克斯‧諾爾道、亞伯拉罕·薩爾茲和Samuel Pineles分別當選成為第一、第二和第三副主席。 

## 大会议程

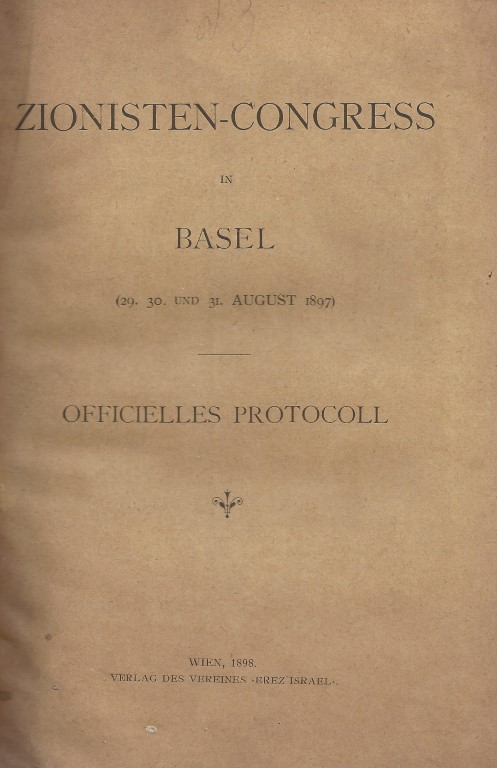
巴塞尔錫安主义代表大会（1897年8月29日至31日）正式议定书。维也纳：組織的出版社「以色列地」，1898年。

代表们身着燕尾服正装、系着白色领带抵达，在參與隆重的开幕儀式后，大会进入议程。 议程上的主要项目是介绍赫茨尔的计划、建立錫安主义组织和宣布錫安主义的目标——巴塞尔计划。 

### 第1天：8月29日星期日
1. Karpel Lippe, 羅馬尼亞雅西代表，开幕致辞
2. 西奥多·赫茨尔，演讲
3. 馬克斯‧諾爾道 ，法國巴黎代表，演讲
4. 亞伯拉罕·薩爾茲，演讲
5. Jacob de Haas，演讲
6. Jacques Bahar，演讲
7. Samuel Pineles ，土耳其加拉塔代表，演讲
8. Alexander Mintz，奧地利维也纳代表，演讲
9. Mayer Ebner，演讲
10. Rudolf Schauer 博士，德國莱茵河畔宾根代表，演讲
11. Gregor Belkovsky教授，保加利亞索非亚代表，演讲
12. János Rónai, 羅馬尼亞布拉日代表，演讲
13. Adam Rosenberg ，美國纽约代表，演讲
14. Nathan Birnbaum ，奧地利维也纳代表，演讲
15. David Farbstein ，瑞士苏黎世代表，演讲

### 第2天：8月30日星期一
1. 主席，主持讨论
2. Max Bodenheimer 博士，德國科隆代表，演讲
3. 小组讨论
4. Jacob Bernstein-Kohan，演讲
5. M. Moses，演讲

### 第3天：8月31日星期二
1. Kaminka 博士，演讲
2. Adam Rosenberg，演讲
3. Mordecai Ehrenpreis, 演讲
4. 小组讨论

## 第一屆錫安主义执行委員會
第一次大会选出的「錫安主义执行委員會」包括：  
- 维也纳 (5)：西奥多·赫茨尔 、 Moses Schnirer 、 Oser Kokesch 、 約翰·克列門列斯基和 Alexander Mintz（后者代替 Nathan Birmbaum） [15]
- 奥地利（加利西亚和布科维纳除外）（1）： Sigmund Kornfeld 博士
- 加利西亚（2）：亞伯拉罕·薩爾茲、Abraham Adolf Korkis
- 布科维纳(1)：Mayer Ebner
- 俄罗斯 (4): Samuel Mohilever 拉比、 Max E. Mandelstamm 教授、 Jacob Bernstein-Kohan、 Isidor Jasinowski
- 法国（2）：Bernard Lazare、Jacques Bahar
- 罗马尼亚（2）：Karl Lippe、Samuel Pineles
- 保加利亚和塞尔维亚 (1)： Gregor Belkovsky 教授
- 德国（2）： Isaac Rülf 拉比 、 Max Bodenheimer

此外，同意为英国、美国和巴勒斯坦各指定一名代表。 这被提议稍后在公开召集的集会上进行。 

## 巴塞尔计划

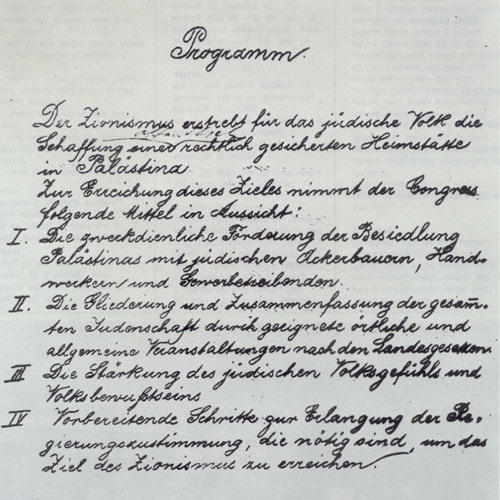
“巴塞尔计划”

在审议的第二天（8月30日），由馬克斯‧諾爾道主持的一个委员会將草擬完成的計劃提交給大会：「錫安主义寻求为巴勒斯坦猶太人建立一个受公法保护的家园。 」与组织较为松散的锡安之爱以定居为导向的工作相比，此版本清楚顯示赫茨尔的政治錫安主义愿景。 为了满足众多代表的要求，包括最突出的Leo Motzkin 要求加入「根据国际法」一词，大會最終采納了由赫茨尔提出的折衷方案。 
该计划后来被称为巴塞爾計劃，设定了錫安主义运动的目标。按以下条件通过：
錫安主義旨在為猶太人在巴勒斯坦建立一個公開且合法的家園。為達到這一目的，大會認為以下方法是可行的： 
1. 促進猶太農學家、工匠和商人在巴勒斯坦定居。
2. 根據各國法律，將所有猶太人聯合為地方團體或總會。
3. 加強猶太族群的情感和意識。
4. 為取得實現錫安主義目標所必需的政府撥款作準備。——第一次錫安主義代表大會議決的規定

根据伊斯雷尔·赞格威尔的说法， 馬克斯‧諾爾道提出的「公开和合法保证的家園」这个词，是為了避免与奧斯曼帝國苏丹「太強烈地」对抗。 

## 成就
第一届錫安錫安主义代表大会取得了以下成就：
- 錫安主义平台的制定，（巴塞尔计划，以上）
- 錫安主义组织的成立
- 采用《希望》作为會歌
- 吸納大部分前锡安之爱社群
- 设立人民银行的建议

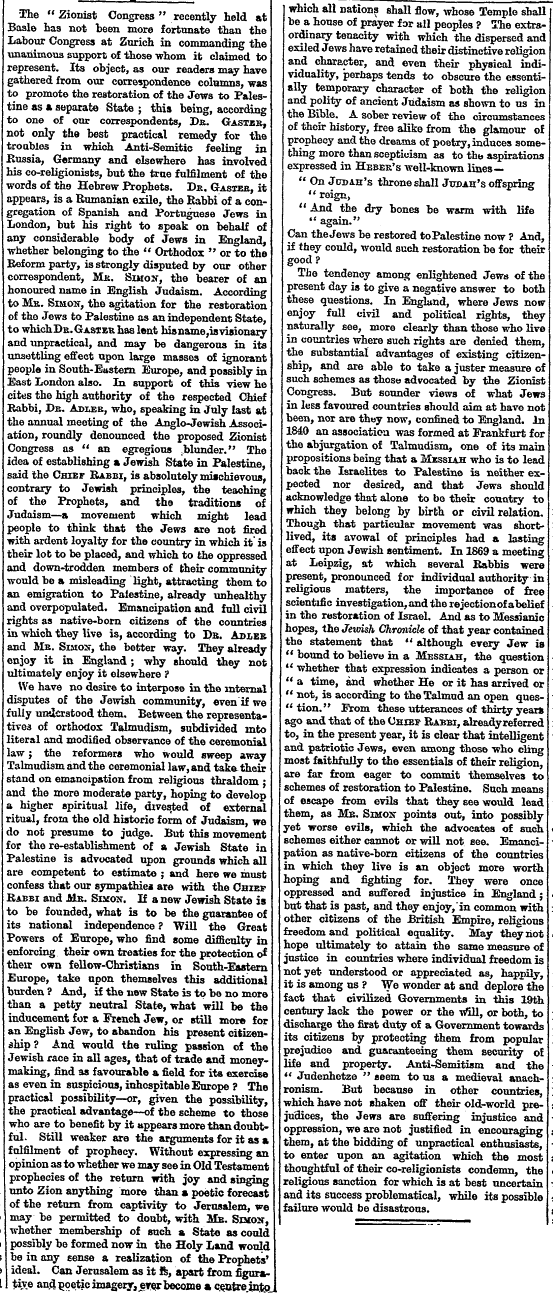
1897年9月4日，即代表大会闭幕后四天，《泰晤士报》众多记者的社论总结大會回響。

- 西奥多·赫茨尔正式當選成為錫安主义组织的主席，馬克斯‧諾爾道當選成為其中一位副主席。

西奥多·赫茨尔在他的日记中写道（1897年9月3日）：
如果要我用一句話來總結巴塞爾大會——我將避免公開地講——這句話會是這樣的：「在巴塞爾我創立了猶太國家。 如果我今天這麼大聲說出來，我會迎來大眾的嘲笑。但也許在五年後、五十年後，每一個人都會意識到我的意思。——西奥多·赫茨尔 (1897)
随后的大会成立了各种机构来促进巴塞尔计划，犹太殖民信托作為政治錫安主义的金融工具，在 1897 年第一次錫安錫安主义代表大会上被建议成立。在第五次錫安錫安主义代表大会，犹太民族基金正式成立以在以色列地購置土地。后来錫安主义委员会及其附属协会成立，以研究和改善以色列地上犹太人的社会和经济状况。
錫安主义委员会是一個由哈伊姆·魏茨曼建立的非正式团体。委员会对巴勒斯坦进行初步勘測，協助於第一次世界大战期间被奥斯曼政府流放的犹太人遣返回國。委员会将錫安主义组织於1907年成立的巴勒斯坦办事处扩張為不同部门，包括农业、定居、教育、土地、金融、移民和统计。1921年，委员会更名為巴勒斯坦錫安主义执行委员会，以犹太事务局的身份就与犹太人利益相关的国家发展事宜向英国託管地当局提供建议。
錫安主义代表大会在1897年至1901年之间每年举行一次，其後除战争年份外，每两年举行一次（1903-1913年，1921-1939 年）。1942年，「錫安主义者特别大会」召开，宣布完全脫离传统的錫安主义政策，要求「将巴勒斯坦建立为一个犹太联邦」。此要求成为錫安主义运动官方立场的最终目标。 自第二次世界大战以来，会议大约每四年举行一次，自以色列立國以来，大会一直於耶路撒冷举行。

## 圖片集

第一次錫安錫安主义代表大会旗帜
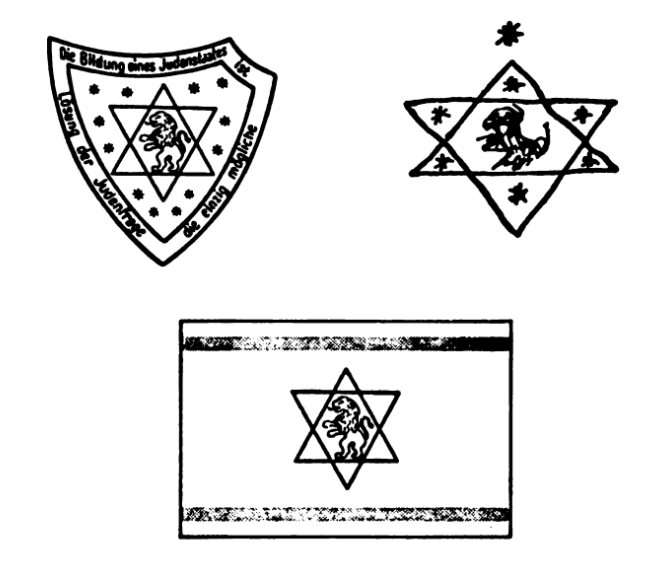
Max Bodenheimer（左上）和 赫茨尔（右上）1897 年的錫安主义旗帜草稿，与大会使用的最终版本相比